# Peugeot 305

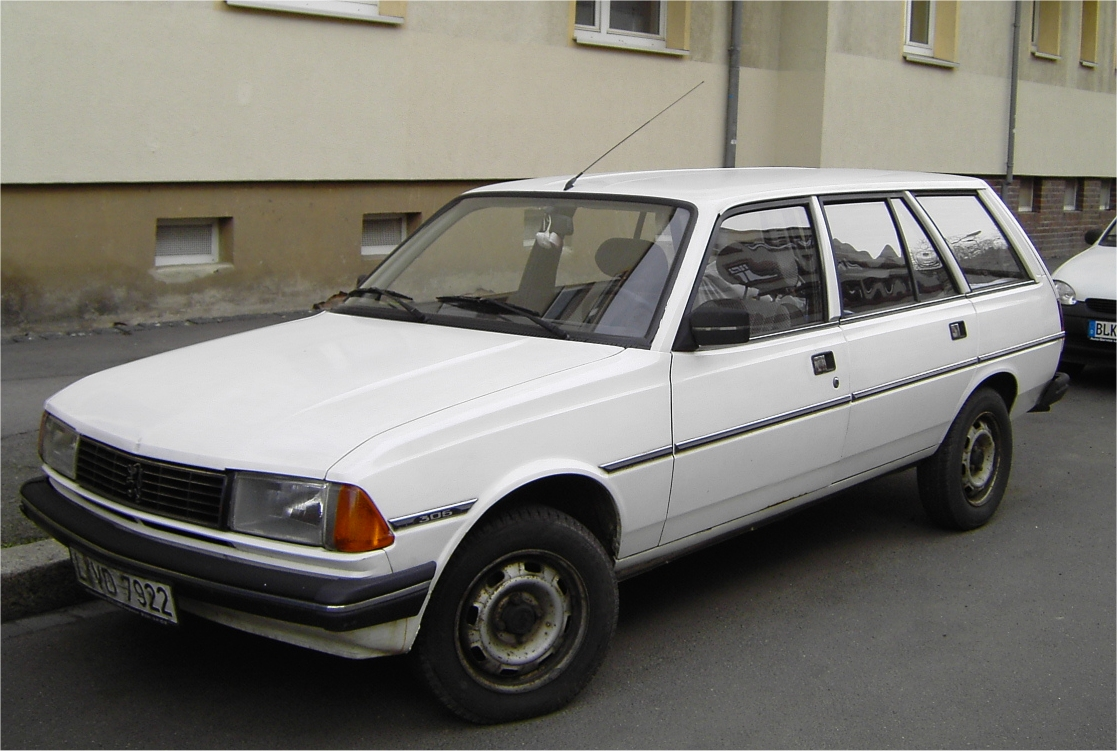
305 Break

Peugeot 305 var en mindre familjebil som presenterades 1978 då den ersatte 304-modellen. Modellen, som formgavs av Pininfarina, erbjöds som sedan och kombi (Break), med motorer på 1,3 till 1,9 liters slagvolym. 1982 fick 305 en mildare ansiktslyftning, lätt identifierad genom att den då fick fyra hjulbultar istället för tre, och slutade tillverkas 1989. 
Bilen var aningen större än sin företrädare 304 och hade liknande utrymmen som den nyligen nedlagda 404, tack vare konstruktionen med tvärställd motor. Sedankarossen hade en något kantigare design än tidigare modeller och ett nytt formspråk som även användes i den större 505, som kom några år senare. Det var den första av flera modeller i ”05-generationen” med modellnamn som slutar på 5.. 
Till att börja med hade 305 drivlina från Peugeot 304, men med något större cylindervolym. Men i och med ansiktslyftningen till 1983 års modell tillkom även den mycket modernare drivlinan från Citroen BX.
I Sverige fanns till att börja med enbart den gamla motorn från Peugeot 304, nu på 1,5 liter och 74 hkr. 1983 kom 1,6 liters från Citroen BX 16 och senare kom den starkaste 305 som sålts i Sverige, GTX på 1,9 liter och 102 hkr (samma motor som BX 19GT). Diesel fanns också.
Modellseriens ersättare var dels den aningen större 405, dels den lite mindre 309. 